# Rôle des Allemands dans la révolution américaine

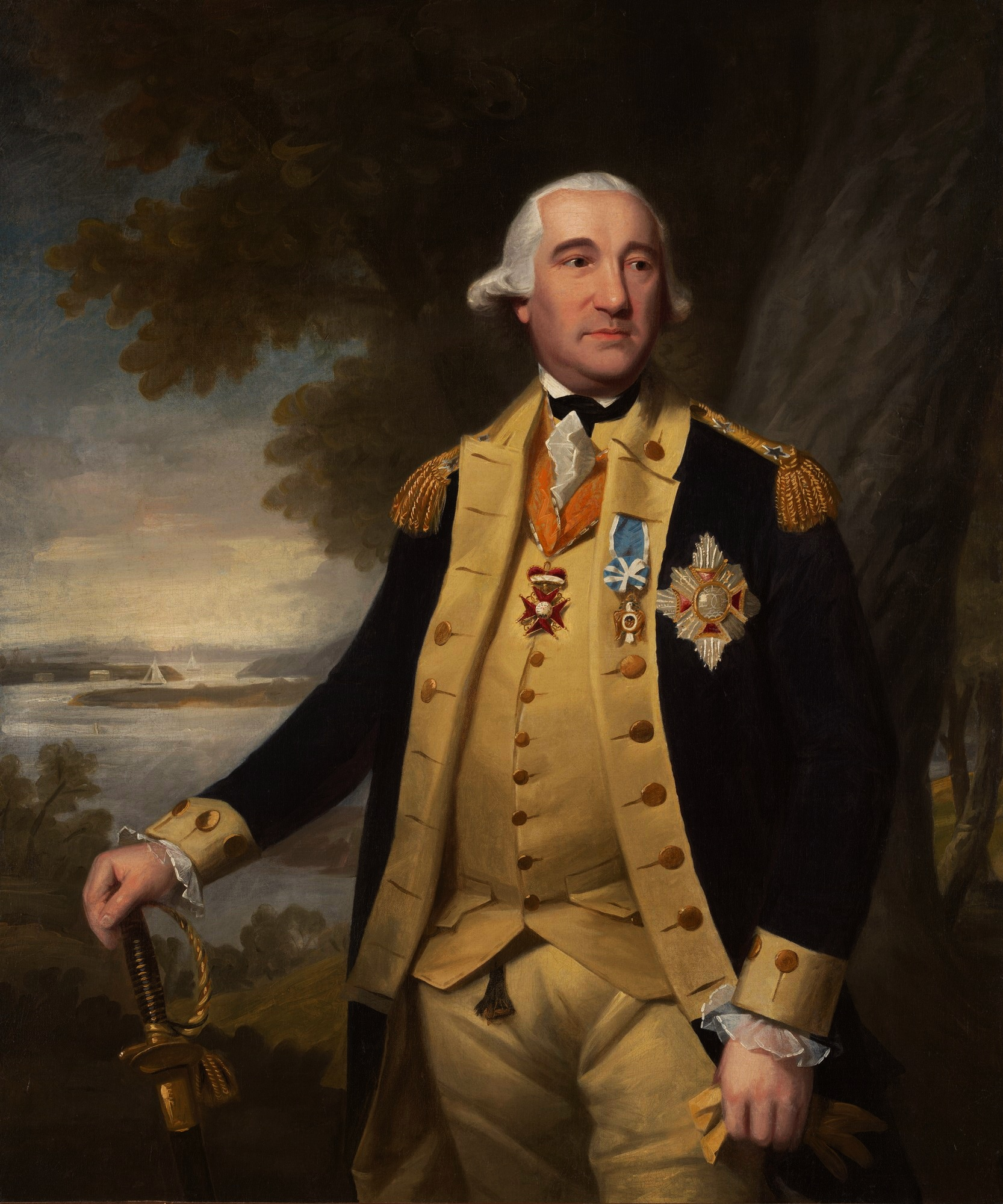
Friedrich Wilhelm von Steuben était un officier de l'armée prussienne qui a été inspecteur général de la Continental Army pendant la guerre d'indépendance des États-Unis.

Des Allemands ont servi des deux côtés de la guerre d'indépendance des États-Unis. Beaucoup, notamment des troupes auxiliaires louées par des États germaniques comme le Landgraviat de Hesse-Cassel et le duché de Brunswick-Lunebourg, basés au Canada, ont soutenu la cause loyaliste comme alliés de la Grande-Bretagne dont le roi George III est également électeur de Hanovre.
Les Patriots américains ont présenté ces troupes comme des mercenaires pour alimenter la propagande contre la Couronne britannique, ne faisant pas de distinction entre auxiliaires et mercenaires.
D'autres Allemands ont soutenu la cause des rebelles américains mais la plupart de ceux qui l'ont fait étaient déjà des colons installés. Ils forment un bataillon allemand. Un régiment allemand, le Royal-Deux-Ponts, sert aussi dans le corps expéditionnaire français.

## Alliés de la Grande-Bretagne
.

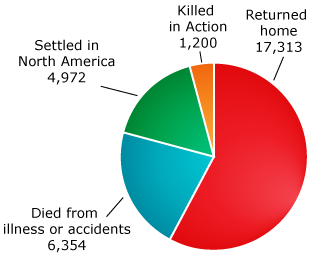
Le sort des auxiliaires allemands qui ont combattu dans la Guerre d'Indépendance américaine

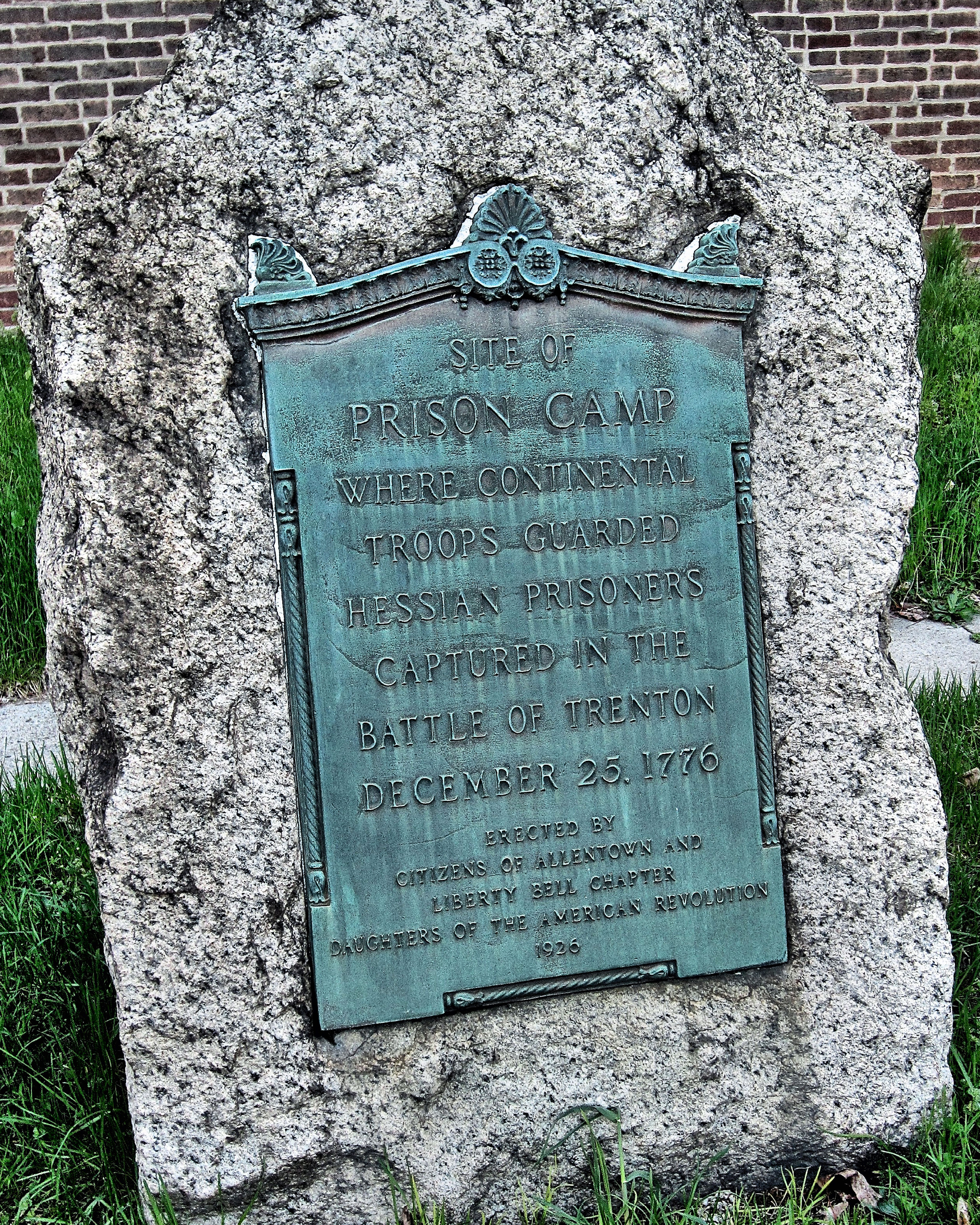
Ce mémorial érigé aux rues Jordan et Gordon à Allentown, Pennsylvanie marque l'endroit où les prisonniers de guerre hessiens ont été détenus par Général George Washington et l'Armée continentale pendant la guerre d'Indépendance américaine

En Europe, les Allemands vivaient dans de nombreux États distincts. Certains de ces États avaient conclu une alliance avec la Grande-Bretagne pendant la guerre de Sept Ans et étaient désireux d'aider la Grande-Bretagne. La Grande-Bretagne avait utilisé des forces auxiliaires dans chacune de ses guerres du XVIIIe siècle, et leur utilisation pour réprimer une rébellion semblait conforme à la politique antérieure. Leur utilisation contre des sujets britanniques était toutefois controversée. Malgré l'opposition des Whigs britanniques à l'utilisation de soldats allemands pour soumettre les "fils d'Anglais", le Parlement approuve massivement la mesure afin de lever rapidement les forces nécessaires à la répression de la rébellion.
La location de soldats à une puissance étrangère est également controversée par certains Européens, mais les habitants de ces États continentaux sont généralement très fiers du service de leurs soldats pendant la guerre. La Prusse rejette notamment la demande d'envoi de soldats. Les Allemands vivant en Amérique ne s'enrôlent pas dans les unités auxiliaires, mais certains s'enrôlent dans des unités britanniques, comme le 60e régiment (royal américain) (60th (Royal American) Regiment).
La demande soudaine de location de milliers d'auxiliaires fait peser une lourde charge sur les recruteurs. Les normes de base doivent être respectées, notamment la taille minimale et le nombre de dents nécessaires pour manier un mousquet à silex. Les recruteurs peuvent être contraints de payer les pertes dues à la désertion ou à la perte d'équipement. 40 000 auxiliaires allemands sont envoyés en Amérique du Nord, à Gibraltar, à Minorque et à Mysore, ainsi qu'en Afrique du Sud. En Amérique du Nord, les unités allemandes représentent plus d'un tiers des forces britanniques.
Les Américains s'alarment de l'arrivée de combattants allemands engagés. Plusieurs représentants américains au sein des organes continentaux déclarent qu'ils seraient prêts à déclarer l'indépendance si le roi George utilisait de tels soldats contre eux. Les troupes allemandes engagées sont qualifiées de mercenaires par les patriotes. L'indignation des patriotes se reflète également dans la Déclaration d'indépendance :
Il transporte en ce moment de grandes armées de mercenaires étrangers pour achever les travaux de mort, de désolation et de tyrannie, déjà commencés avec des circonstances de cruauté et de perfidie à peine comparables à celles des âges les plus barbares, et totalement indignes du chef d'une nation civilisée.
- Déclaration d'indépendance des États-Unis
Les juristes de l'époque coloniale ont établi une distinction entre les auxiliaires et les mercenaires, les auxiliaires servant leur prince lorsqu'ils sont envoyés au secours d'un autre prince, et les mercenaires servant un prince étranger en tant qu'individus; selon cette distinction, les troupes qui ont servi dans la révolution américaine n'étaient pas des mercenaires, mais des auxiliaires. Les premiers historiens républicains ont cependant défendu le terme de "mercenaires" pour distinguer les armées étrangères professionnelles du soldat citoyen idéalisé qui se battait avec altruisme pour l'indépendance. Mercy Otis Warren a défendu l'idée que les auxiliaires allemands étaient des barbares, mais aussi des victimes de la tyrannie.
Tout au long de la guerre, les États-Unis tentent d'inciter les engagés à cesser le combat. En avril 1778, le Congrès publie une lettre "Aux officiers et soldats au service du roi de Grande-Bretagne, non sujets dudit roi" qui offre des terres et du bétail aux unités allemandes qui font défection, en plus d'une augmentation de grade. À la fin de la guerre, le Congrès offre des incitations - en particulier des terres agricoles gratuites - à ces Allemands ethniques pour qu'ils restent aux États-Unis. La Grande-Bretagne offre également des terres et des incitations fiscales à ses soldats loyalistes désireux de s'installer en Nouvelle-Écosse.

### Hesse-Kassel

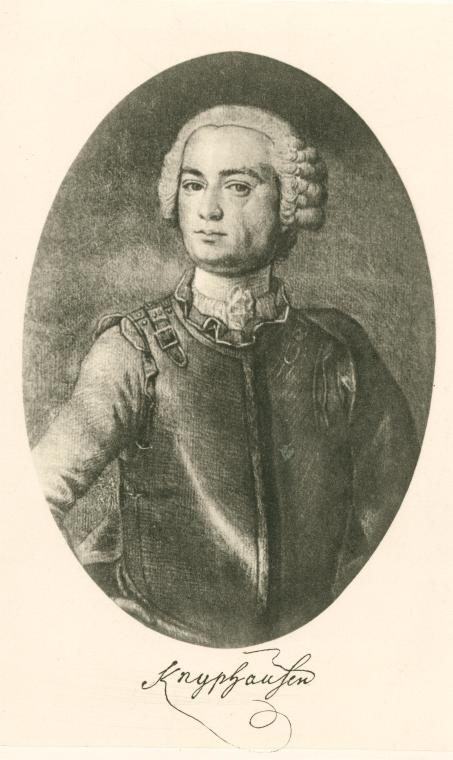
Le général Wilhelm von Knyphausen

La base financière de certains petits États continentaux était la location régulière de leurs régiments pour combattre pour diverses nations plus importantes au cours du XVIIIe siècle. Le landgraviat de Hesse-Kassel, en particulier, était économiquement déprimé et avait "loué" des armées professionnelles depuis le XVIIe siècle, avec le soutien général des classes supérieures et inférieures. Cela permet au landgraviat de Hesse-Kassel de maintenir une armée permanente plus importante, ce qui lui donne la possibilité de jouer un rôle plus important dans la politique européenne. Le landgraviat de Hesse-Kassel pousse les hommes éligibles à s'engager pour une période pouvant aller jusqu'à 20 ans et, au milieu du XVIIIe siècle, environ 7 % de la population est sous les drapeaux. L'armée hessoise est très bien entraînée et équipée ; ses troupes se battent bien pour celui qui paye leur prince.
Le Landgraviat de Hesse-Kassel est dirigé par Frédéric II, un catholique romain et un oncle du roi George III. Il fournit initialement plus de 12 000 soldats pour combattre en Amérique. Comme leurs alliés britanniques, les Hessois ont quelques difficultés à s'acclimater à l'Amérique du Nord; les premières troupes à arriver souffrent de maladies généralisées, ce qui oblige à retarder l'attaque sur Long Island. À partir de 1776, les soldats hessois sont incorporés dans l'armée britannique servant en Amérique du Nord et participent à la plupart des grandes batailles, notamment celles de la campagne de New York et du New Jersey, la bataille de Germantown, le siège de Charleston et le siège final de Yorktown, où environ 1 300 Allemands sont faits prisonniers, bien que divers rapports indiquent que les Allemands étaient de meilleure humeur que leurs homologues britanniques.
La majorité des troupes germanophones étant originaires de Hesse, les Américains modernes désignent parfois toutes ces troupes de cette guerre par le terme générique de "Hessois" On estime que le landgraviat de Hesse-Kassel a fourni plus de 16 000 soldats au cours de la guerre d'Indépendance, dont 6 500 ne sont pas rentrés au pays. L'officier hessois (futur général) Adam Ludwig Ochs estime que 1 800 soldats hessois ont été tués, mais de nombreux membres de l'armée hessoise avaient l'intention de rester en Amérique et y sont restés après la guerre. Le capitaine Frederick Augustus de Zeng, par exemple, a terminé son service dans les armées de Hesse-Kassel et est resté aux États-Unis, devenant même un associé de Philip Schuyler.
Le landgraviat de Hesse-Kassel signa un traité d'alliance avec la Grande-Bretagne pour fournir quinze régiments, quatre bataillons de grenadiers, deux compagnies de jägers et trois compagnies d'artillerie. Les jägers en particulier étaient soigneusement recrutés et bien payés, bien habillés et libérés du travail manuel. Ces jägers se révélèrent essentiels dans la guerre " à l'indienne " en Amérique, et la Grande-Bretagne signa un nouveau traité en décembre 1777 dans lequel le landgraviat de Hesse-Kassel acceptait d'augmenter leur nombre de 260 à 1 066.
Les armées germanophones ne pouvant remplacer rapidement les hommes perdus de l'autre côté de l'Atlantique, les Hessois recrutent des soldats afro-américains, connus sous le nom de Hessois noirs. On compte 115 soldats noirs dans les unités hessoises, la plupart d'entre eux étant des batteurs de tambours ou des joueurs de fifres. On estime que 20 % des personnes servant dans les unités hessoises n'étaient pas hessoises.
L'officier le plus connu de Hesse-Kassel est sans doute le général Wilhelm von Knyphausen, qui a commandé ses troupes lors de plusieurs batailles importantes. D'autres officiers notables sont le colonel Carl von Donop (mortellement blessé à la bataille de Red Bank en 1777) et le colonel Johann Rall, mortellement blessé à la bataille de Trenton en 1776. Le régiment de Rall est capturé et de nombreux soldats sont envoyés en Pennsylvanie pour travailler dans des fermes.
La guerre s'avère plus longue et plus difficile que la Grande-Bretagne et le landgraviat de Hesse-Kassel ne l'avaient prévu, et les pertes croissantes ainsi que l'extension des lignes de ravitaillement ont un impact politique et économique. Après la Révolution américaine, la Hesse-Kassel met fin à la pratique consistant à lever et à louer des armées
.

### Hesse-Hanau
Le Hesse-Hanau était un appendice semi-indépendant du landgraviat de Hesse-Kassel, gouverné par le Landgrave héréditaire protestant Guillaume, fils aîné du catholique Frédéric II de Hesse-Kassel. Lorsque Guillaume apprend la nouvelle de la bataille de Bunker Hill en 1775, il offre inconditionnellement un régiment au roi George III. Au cours de la guerre, Hanau fournit 2 422 soldats; seuls 1 441 reviennent en 1783. Un nombre important de soldats hessois sont des volontaires de Hanau, qui se sont enrôlés avec l'intention de rester aux Amériques à la fin de la guerre.
Le colonel Wilhelm von Gall est un officier bien connu de Hesse-Hanau; il a commandé un régiment de Hanau sous les ordres du général John Burgoyne. Parmi les unités envoyées en Amérique du Nord figurent un bataillon d'infanterie, un bataillon de jägers, un bataillon d'infanterie irrégulière connu sous le nom de Frei-Corps et une compagnie d'artillerie.

### Brunswick-Wolfenbüttel

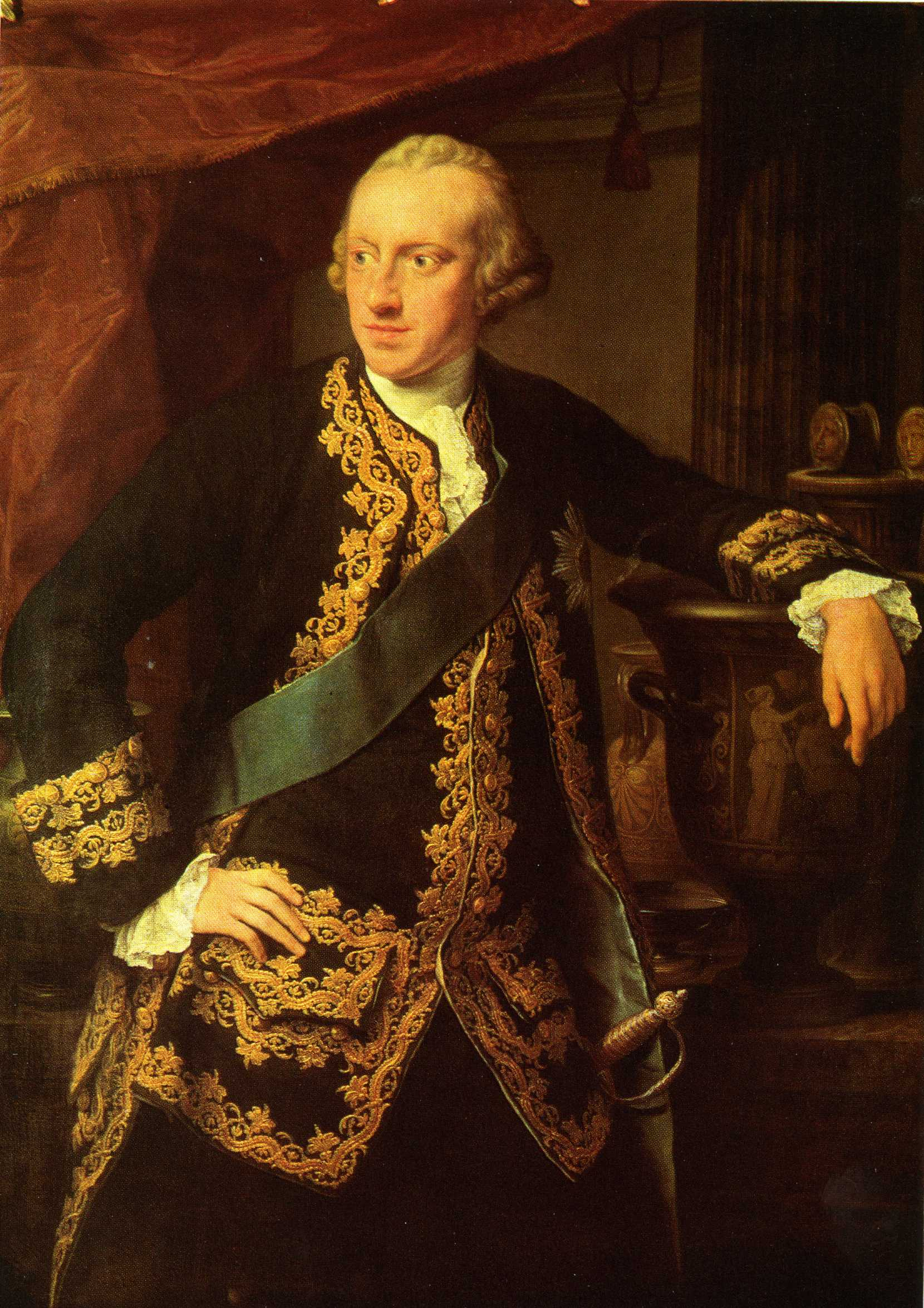
Le prince Carl de Brunswick-Wolfenbüttel était le beau-frère du roi George III de Grande-Bretagne.

Brunswick-Lüneburg était un duché qui avait été divisé en plusieurs territoires, dont l'un était gouverné par George III en tant qu'Electorat de Brunswick-Lüneburg (Hanovre). Le duché voisin de Brunswick-Wolfenbüttel (Brunswick) est gouverné par le duc Charles Ier de Brunswick-Bevern, dont le fils et héritier, Charles-Guillaume Ferdinand, est marié à la princesse Augusta de Grande-Bretagne, sœur de Georges III.
En 1775, Charles-Guillaume Ferdinand (" prince Carl ") dit au roi George III que Brunswick dispose de soldats qui pourraient être utilisés pour aider à mettre fin à la rébellion aux Amériques. En décembre 1775, le général Friedrich Adolf Riedesel commence à recruter en prévision de la conclusion du traité. Brunswick est le premier État germanophone à signer un traité de soutien à la Grande-Bretagne, le 9 janvier 1776. Il accepte d'envoyer 4 000 soldats: quatre régiments d'infanterie, un bataillon de grenadiers, un régiment de dragons et un bataillon d'infanterie légère. Le traité de Brunswick prévoit que toutes les troupes seront payées en thalers impériaux, y compris deux mois d'avance, mais exige que toutes les troupes prêtent serment de servir le roi George III. Une clause controversée de l'accord stipule que le duc Charles Ier recevra 7 livres sterling (£) et 4 shillings pour remplacer chaque soldat de Brunswick tué au combat - trois hommes blessés équivalant à un homme mort ; Charles, cependant, paiera pour remplacer tout déserteur ou tout soldat qui tombera malade autrement que par une "maladie contagieuse peu commune".

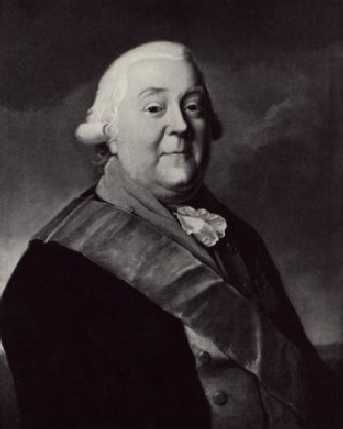
Le général Friedrich Adolf Riedesel

Le duc Charles Ier fournit à la Grande-Bretagne 4 000 fantassins et 350 dragons lourds (à pied) sous les ordres du lieutenant-colonel Friedrich Baum, tous commandés par le général Friedrich Adolf Riedesel.
Le général Riedesel réorganise les régiments existants de Braunschweig en corps d'armée afin d'accueillir les recrues supplémentaires requises par le nouveau traité. Les soldats expérimentés sont répartis dans les nouvelles compagnies des régiments von Riedesel, von Rhetz, Prinz Friedrich et von Specht, ainsi que dans le bataillon von Barner et les dragons. Braunschweig-Luneburg, avec Waldeck et Anhalt-Zerbst, est l'un des trois auxiliaires britanniques qui échappent à l'enrôlement forcé, et Karl Ier a juré de ne pas envoyer de "Landeskinder" (fils de la terre) en Amérique du Nord, de sorte que les propriétaires terriens sont autorisés à être transférés dans des unités qui resteront à Braunschweig. Les officiers et sous-officiers parcourent le Saint Empire romain germanique pour recruter des soldats et leur offrir des incitations financières, des voyages en Amérique du Nord avec le potentiel d'opportunités économiques dans le Nouveau Monde, des réductions de peine et de l'aventure.
Ces soldats constituaient la majorité des troupes régulières germanophones sous les ordres du général John Burgoyne lors de la campagne de Saratoga en 1777, et étaient généralement appelés " Brunswickers ". Les forces combinées de Brunswick et de Hesse-Hanau représentaient près de la moitié de l'armée de Burgoyne, et les Brunswickers étaient réputés pour être particulièrement bien entraînés. L'un des navires utilisés pour traverser le lac Champlain arborait un drapeau de Braunschweig en reconnaissance de leur importance pour l'armée. Les troupes de Riedesel firent une entrée remarquée dans la bataille de Hubbardton, chantant un hymne luthérien tout en chargeant à la baïonnette le flanc droit américain, ce qui aurait pu sauver la ligne britannique qui s'effondrait. L'épouse de Riedesel, Friederike, voyagea avec son mari et tint un journal qui reste un compte-rendu important de la campagne de Saratoga. Après la reddition de Burgoyne, 2 431 Brunswickois sont retenus dans l'armée de la Convention jusqu'à la fin de la guerre.
Brunswick a envoyé 5 723 soldats en Amérique du Nord, dont 3 015 ne sont pas rentrés chez eux à l'automne 1783. Certaines pertes sont dues à la mort ou à la désertion, mais de nombreux Brunswickois se sont familiarisés avec l'Amérique pendant leur séjour dans l'armée de la Convention et, à la fin de la guerre, le Congrès et leurs officiers leur ont accordé la permission de rester. Beaucoup avaient saisi l'occasion de déserter lorsque l'armée de la Convention avait traversé à deux reprises les colonies allemandes de Pennsylvanie (Pennsylvania Dutch) dans l'est du pays. Comme le duc de Brunswick recevait une compensation des Britanniques pour chacun de ses soldats tués en Amérique, il avait tout intérêt à déclarer les déserteurs comme morts, dans la mesure du possible. Le duc offrit même six mois de solde aux soldats qui restaient ou retournaient en Amérique.

### Ansbach-Bayreuth
Le double margraviat de Brandebourg-Ansbach et de Brandebourg-Bayreuth, sous la direction du margrave Charles Alexander, fournit initialement 1 644 hommes aux Britanniques dans deux bataillons d'infanterie, une compagnie de jägers et une d'artillerie, dont 461 ne rentrent pas chez eux. 2 353 soldats au total sont envoyés d'Ansbach-Bayreuth, dont un régiment entier de jägers. Ils sont décrits comme " les régiments les plus grands et les plus beaux de tous ceux qui sont ici " et " meilleurs même que les Hessois ". Ces troupes sont incorporées dans l'armée de Howe à New York et participent à la campagne de Philadelphie. Les troupes d'Ansbach-Bayreuth sont également aux côtés du général Cornwallis lors du siège de Yorktown, avec une force de près de 1 100 soldats.
Après la mobilisation initiale des troupes, Ansbach-Beyreuth envoie plusieurs autres transports avec de nouvelles recrues. À la fin de la guerre, 2 361 soldats avaient été déployés aux Amériques, mais moins de la moitié, 1 041, étaient revenus à la fin de 1783. Le margrave d'Ansbach-Bayreuth était très endetté lorsque la guerre éclata, et reçut plus de 100 000 livres sterling pour l'utilisation de ses soldats. En 1791, il vendit Ansbach et Bayreuth à la Prusse et vécut le reste de sa vie en Angleterre avec une pension prussienne.

### Waldeck
Le 20 avril 1776, le prince Friedrich Karl August de Waldeck conclut un traité de location de troupes à la Grande-Bretagne et maintient trois régiments prêts à servir à l'étranger. Le premier de ces régiments, composé de 684 officiers et hommes, quitte Portsmouth en juillet 1776 et participe à la campagne de New York. Au cours de cette campagne, le régiment de Waldeck capture du vin et des spiritueux appartenant au général américain Lee et se montre aigri à l'égard du général britannique Howe qui leur fait vider les bouteilles sur le bord de la route.
Les troupes de Waldeck sont intégrées aux auxiliaires allemands sous les ordres du général hessois Wilhelm von Knyphausen.
En 1778, le 3e régiment de Waldeck est envoyé pour défendre Pensacola au sein de la force britannique du général John Campbell. Le régiment est dispersé dans l'ouest de la Floride, y compris à Fort Bute, Mobile et Baton Rouge. Le commandant du régiment, le colonel Johann Ludwig Wilhelm von Hanxleden, se plaint que ses soldats sont malades et même morts à cause du climat. Les sites isolés ne reçoivent que peu de navires de ravitaillement et la solde des soldats est insuffisante pour acheter des produits locaux. Le prince August informe Lord Germain que Waldeck ne peut pas recruter de nouveaux soldats assez rapidement pour remplacer ceux qui meurent en Floride occidentale. Outre la lenteur du ravitaillement, les forces britanniques et de Waldeck ne reçoivent pas de nouvelles en temps voulu. Elles ignorent que l'Espagne a déclaré la guerre à la Grande-Bretagne jusqu'à ce qu'elles soient attaquées par les forces du gouverneur espagnol Bernardo de Gálvez. À la fin de cette campagne, lors du siège de Pensacola, l'Espagne recrute un grand nombre des soldats de Waldeck, mal nourris et mal approvisionnés. Les prisonniers de guerre britanniques sont ensuite échangés, mais les prisonniers de guerre de Waldeck sont gardés par les Espagnols à la Nouvelle-Orléans, à Veracruz et pendant plus d'un an à La Havane avant d'être finalement échangés en 1782.
Le Waldeck a fourni 1 225 hommes à la guerre et en a perdu 720 comme victimes ou déserteurs. Au cours de la guerre, 358 soldats du Waldeck sont morts de maladie et 37 sont morts au combat.

### Hanovre
Cinq bataillons de troupes de l'Électorat de Brunswick-Lüneburg (électorat de Hanovre), dont l'Électeur n'est autre que le roi britannique George III, sont envoyés à Gibraltar et Minorque dès 1775 pour soulager les soldats britanniques qui y sont stationnés et qui peuvent ensuite être envoyés combattre en Amérique. L'électorat de Hanovre étant gouverné en union personnelle et disposant de son propre gouvernement, les troupes hanovriennes sont déployées en vertu d'un traité britannico-hanovrien par lequel la Grande-Bretagne s'engage à payer les dépenses des Hanovriens et à défendre l'électorat de Hanovre contre les invasions pendant l'absence des troupes. Ces soldats hanovriens sont les défenseurs du grand siège de Gibraltar, la bataille la plus importante et la plus longue de la guerre, et de la défense de Minorque. Vers la fin de la guerre, deux régiments hanovriens furent envoyés en Inde britannique, où ils servirent sous commandement britannique lors du siège de Cuddalore contre une défense combinée française et mysorienne.

### Anhalt-Zerbst
Le prince d'Anhalt-Zerbst, Frederick Augustus, a signé un traité pour fournir à la Grande-Bretagne 1 160 hommes en 1777. Le régiment, composé de deux bataillons, est levé en cinq mois et comprend 900 nouvelles recrues. Un bataillon de 600 à 700 hommes arrive au Canada en mai 1778 pour garder la ville de Québec. L'autre, composé de quelque 500 "Pandours" (soldats irréguliers recrutés dans les terres slaves de l'Empire autrichien), est envoyé en 1780 pour tenir garnison dans la ville de New York occupée par les Britanniques. La question de savoir si ces troupes pouvaient fonctionner en tant qu'infanterie légère irrégulière a été largement débattue, bien qu'elles aient été décrites dans les récits contemporains comme des "pandours".

## Soutien du Congrès

### Américains d'origine allemande

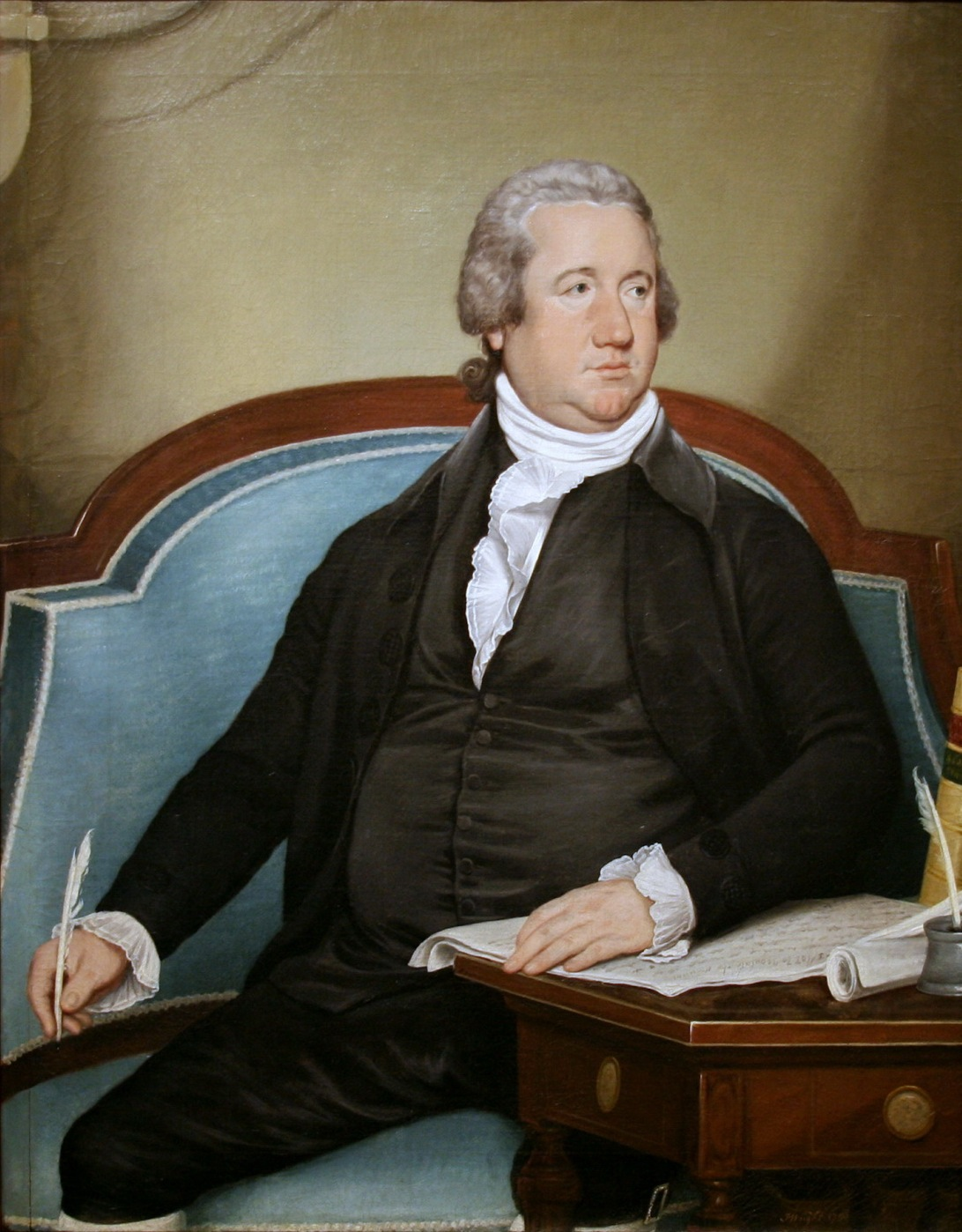
Frederick Muhlenberg, pasteur luthérien et leader allemand en Pennsylvanie. En 1789, il est devenu le premier président de la Chambre des représentants des États-Unis.

L'immigration allemande dans les colonies britanniques a commencé à la fin du XVIIe siècle. Au milieu du XVIIIe siècle, environ 10% de la population coloniale américaine parlait allemand. Les Allemands constituaient facilement la plus importante minorité européenne non britannique en Amérique du Nord britannique, mais leur assimilation et leur anglicisation variaient considérablement.
Pendant la guerre française et indienne de 1756, la Grande-Bretagne les utilise en formant le Royal American Regiment, dont les hommes enrôlés sont principalement des colons allemands. D'autres Allemands immigrent alors, dont Frederick, baron de Weissenfels, qui s'installe à New York en tant qu'officier britannique. Au début de la guerre d'Indépendance, Weissenfels déserte les forces britanniques et sert dans les rangs des Patriotes à partir de 1775, jusqu'au grade de lieutenant-colonel.
Les colons germanophones sont divisés entre les neutres et les partisans des causes patriotes et loyalistes. Les loyalistes allemands combattent dans leurs milices locales et certains retournent en exil dans les États allemands après la guerre. Plusieurs nouveaux États forment des régiments allemands ou remplissent les rangs des milices locales avec des Américains d'origine allemande. Les colons allemands de Charleston, en Caroline du Sud, forment une compagnie de fusiliers en 1775, et certains Allemands de Géorgie s'enrôlent sous les ordres du général Anthony Wayne.
Les patriotes allemands sont les plus nombreux là où ils contrastent avec l'importante population pacifiste des quakers. Les frères Peter et Frederick Muhlenberg, par exemple, sont élus au Congrès, et Peter fait partie de l'état-major de Washington.

#### Le corps de prévôté des Hollandais de Pennsylvanie
Les Hollandais de Pennsylvanie ont été recrutés pour le corps de prévôté américain sous les ordres du capitaine Bartholomew von Heer,, un Prussien qui avait servi dans une unité similaire en Europe avant d'immigrer à Reading, en Pennsylvanie, avant la guerre. Pendant la guerre d'Indépendance, le Corps  de la Maréchaussée a été utilisé de diverses manières, notamment pour la collecte de renseignements, la sécurité des itinéraires, les opérations de prisonniers de guerre ennemis et même le combat pendant la bataille de Springfield. La Maréchaussée a également assuré la sécurité du quartier général de George Washington pendant la bataille de Yorktown et a été l'une des dernières unités à être désactivées après la guerre d'Indépendance. Le corps de la Maréchaussée a souvent été mal accueilli par l'armée continentale, en partie à cause de ses tâches définies, mais aussi parce que certains de ses membres parlaient peu ou pas du tout l'anglais. Six des prévôts avaient même été des prisonniers de guerre hessois avant leur recrutement. Comme le corps de la prévôté remplissait un grand nombre des mêmes fonctions que l'actuel corps de police militaire des États-Unis, il est considéré comme un prédécesseur de l'actuel régiment de police militaire des États-Unis (United States Military Police Regiment).

#### Le régiment allemand
Le 25 mai 1776, le deuxième Congrès continental autorise le 8e régiment du Maryland (8th Maryland) (alias le "bataillon allemand" (German Battalion) ou le "régiment allemand" (German Regiment)) à être formé d'Allemands de souche coloniale dans le cadre de l'armée continentale. Contrairement à la plupart des unités de la ligne continentale, le régiment provenait de plusieurs États et comprenait initialement huit compagnies : quatre du Maryland et quatre (plus tard cinq) de Pennsylvanie. Nicholas Haussegger, major du général Anthony Wayne, est nommé colonel. Le régiment participe à la bataille de Trenton et à la bataille de Princeton, et prend part à des campagnes contre les Indiens d'Amérique. Le régiment est dissous le 1er janvier 1781.

### Les partisans européens
George Washington a accueilli des officiers européens dans son armée. Johann de Kalb, un Bavarois, a servi dans les armées françaises avant d'être nommé général dans l'armée continentale. D'autres Allemands sont venus aux États-Unis pour mettre à profit leur formation militaire. Frederick William, baron de Woedtke, par exemple, était un officier prussien qui obtint une commission du Congrès au début de la guerre ; il mourut à New York en 1776. Gustave Rosenthal était un Allemand de souche originaire d'Estonie qui devint officier dans l'armée continentale. Il retourne en Estonie après la guerre, mais d'autres soldats allemands, comme David Ziegler, choisissent de rester et de devenir citoyens de la nation qu'ils ont contribué à fonder.
En outre, la France compte huit régiments germanophones comptant plus de 2 500 soldats. La célèbre Légion de Lauzun comprend des soldats français et allemands et est commandée en allemand. Il y a également des soldats et des officiers allemands dans le Régiment royal français Deux-Ponts (Royal Deux-Ponts Regiment).

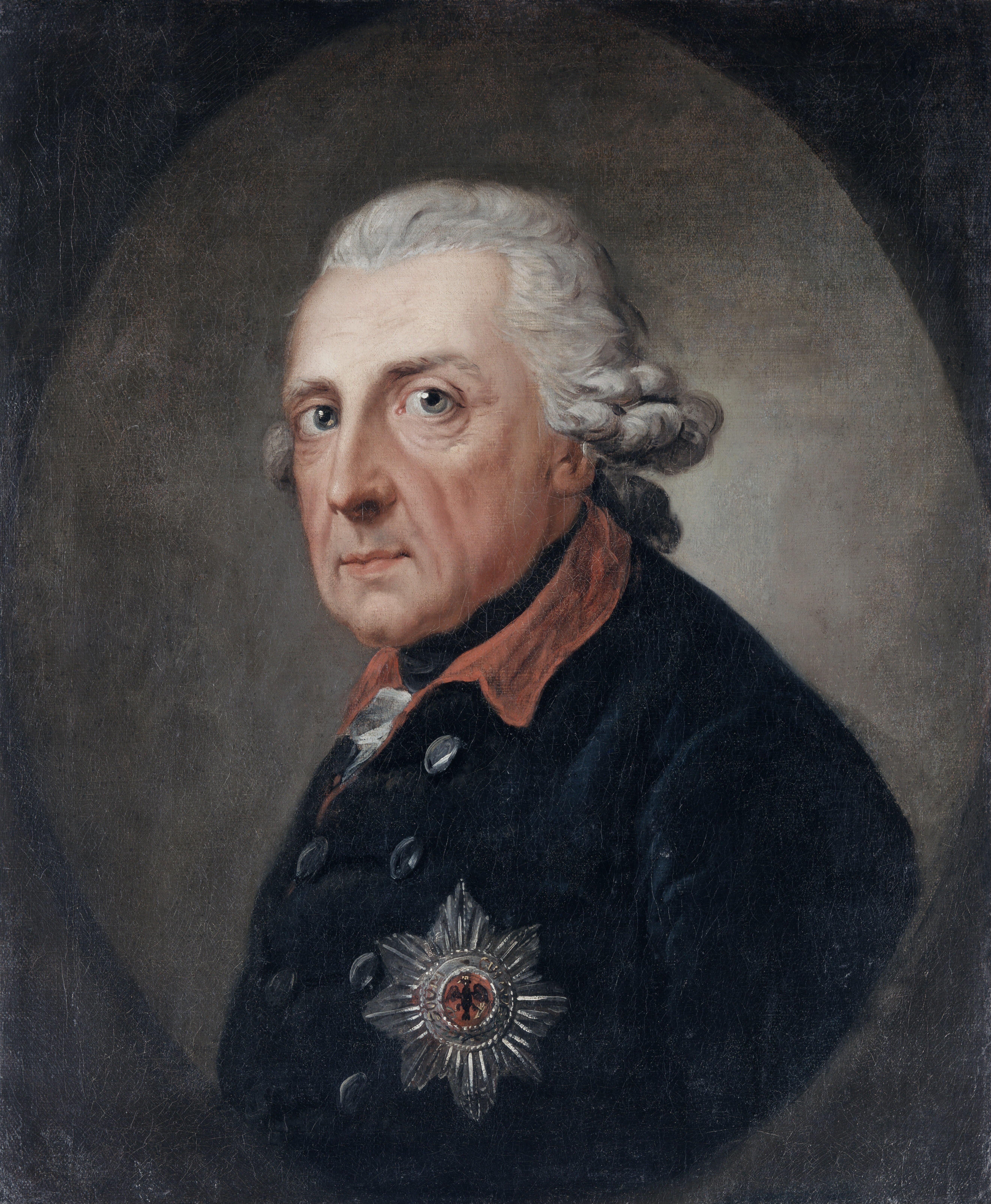
Le roi Frédéric le Grand de Prusse (1781)

L'Allemand le plus célèbre à soutenir la cause des Patriotes est Friedrich Wilhelm von Steuben, originaire de Prusse, qui est arrivé en Amérique de manière indépendante, en passant par la France, et a servi comme inspecteur général de Washington. On attribue au général von Steuben l'entraînement de l'armée continentale à Valley Forge, et il rédigea plus tard le premier manuel d'exercices pour l'armée américaine. En juin 1780, il se voit confier le commandement de l'avant-garde lors de la défense de Morristown (New Jersey) contre le général Knyphausen - une bataille brièvement menée par deux généraux allemands opposés. Von Steuben obtient la citoyenneté américaine et reste aux États-Unis jusqu'à sa mort en 1794.
La Prusse, pays natal de Von Steuben, rejoint la Ligue de neutralité armée (League of Armed Neutrality), et Frédéric II de Prusse est très apprécié aux États-Unis pour son soutien au début de la guerre. Frédéric II garde une dent contre George III, le monarque britannique ayant retiré ses subventions militaires pendant la guerre de Sept Ans. Il exprime son intérêt pour l'ouverture du commerce avec les États-Unis et le contournement des ports anglais, et autorise un agent américain à acheter des armes en Prusse. Frédéric prédit le succès américain et promet de reconnaître les États-Unis et les diplomates américains une fois que la France en fera autant. [La Prusse a également interféré dans les efforts de recrutement de la Russie et des États allemands voisins lorsqu'ils ont levé des armées pour les envoyer aux Amériques, et Frédéric II a interdit l'enrôlement pour la guerre américaine en Prusse. Toutes les routes prussiennes ont été interdites aux troupes d'Anhalt-Zerbst, ce qui a retardé les renforts que Howe avait espéré recevoir au cours de l'hiver 1777-1778.
Cependant, lorsque la guerre de succession de Bavière éclate, Frédéric II devient beaucoup plus prudent dans les relations entre la Prusse et la Grande-Bretagne. Les navires américains se voient refuser l'accès aux ports prussiens et Frédéric refuse de reconnaître officiellement les États-Unis tant qu'ils n'ont pas signé le traité de Paris. Même après la guerre, Frédéric II prédit que les États-Unis sont trop grands pour fonctionner comme une république et qu'ils rejoindront bientôt l'Empire britannique avec des représentants au Parlement.

## Source
- (en) Cet article est partiellement ou en totalité issu de l’article de Wikipédia en anglais intitulé « Germans in the American Revolution » (voir la liste des auteurs).

### Les traités
- « Treaty with the Duke of Brunswick, signed January 9, 1776 », sur University of Illinois, 9 janvier 1776 (consulté le 19 avril 2022)
- « Treaty with the Landgrave of Hesse Cassel, signed January 15, 1776 », sur University of Illinois, 15 janvier 1776 (consulté le 19 avril 2022)
- « Treaty with the Hereditary Prince of Hesse Cassel, signed February 5, 1776 », sur University of Illinois, 5 février 1776 (consulté le 19 avril 2022)
- « Treaty with the Prince of Waldeck », sur University of Illinois, 2 mai 1776 (consulté le 19 avril 2022)